# 1996 AF2
1996 AF2 är en asteroid i huvudbältet som upptäcktes den 12 januari 1996 av de båda japanska astronomerna Seiji Ueda och Hiroshi Kaneda i Kushiro.